# بورانا (شهرستان چوی)
بورانا (به لاتین: Burana) یک منطقهٔ مسکونی در قرقیزستان است که در شهرستان چوی واقع شده‌است. بورانا ۴۲۸ نفر جمعیت دارد و ۹۴۰ متر بالاتر از سطح دریا واقع شده‌است.